# Stema Regiunii Cernăuți

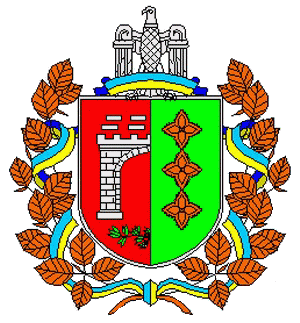
Stema Regiunii Cernăuţi

Stema Regiunii Cernăuți este stema oficială a regiunii ucrainene Cernăuți. Ea a fost adoptată oficial la data de 16 decembrie 1994 printr-o decizie a Consiliului Regional Cernăuți.
Stema a fost elaborată pe baza cercetărilor efectuate de oamenii de știință cu privire la etnografia și cultura din zonă. Autorul desenului stemei este O. Krivoruciko, artist grafic, membru al Uniunii Naționale a Artiștilor din Ucraina.
Stema este formată dintr-un scut heraldic de model "spaniol" caracteristic stemelor occidentale, care este împărțit vertical în două părți egale. În partea dreaptă a scutului este reprezentată pe un fundal roșu o porțiune dintr-o poartă de cetate, care aparținea orașului Cernăuți și sub ea o ramură verde de tei. În partea stângă a scutului sunt reprezentate pe un fundal verde trei fructe de jir, care simbolizeaza pădurile de fag din Bucovina. 
Deasupra scutului se află un șoim argintiu care încoronează scutul. Imaginea șoimului provine din stemele slave din secolele XII-XIII. Șoimul heraldic simbolizează frumusețea, curajul și inteligența. În jurul scutului sunt ramuri de frunze ruginii de fag pe care se încolăcesc benzi galben-albastre, reprezentând culorile steagului național al Ucrainei. 